# Annie Lessard
Annie Lessard est une animatrice de radio québécoise. Elle a animé l'émission Les avant-midis d'Annie à la station M105 de Granby de 2011 à 2013. (Québec, Canada). Avant cette période, elle a connu le succès à la Radio RockDétente (CITE 107,3) en animant Ma Radio au Boulot en après-midi de 1990 à 2007. Elle a aussi animé l'émission d'entrevues Programme de Star sur l'ensemble des radios RockDétente. Elle a terminé son passage sur l'antenne en animant Annie Le Soir sur l'ensemble du réseau, en semaine de 19 h à 22 heures.
Elle a commencé sa carrière en inaugurant CFIX 96,9 FM Saguenay de 1987 jusqu'en 1990 pour ensuite faire un court passage au FM 93 de Québec (où elle a notamment pris les commandes du « nouveau » Zoo, le 18 juin 1990, à la suite du départ des Zooboys à CHIK FM). Elle a été recrutée quelques mois plus tard à RockDétente Montréal pour son inauguration, le 20 octobre 1990.

## Biographie
Elle a été durant 19 ans animatrice sur le réseau RockDétente (renommé en 2011 Rouge FM).